# Zwemmen op de Olympische Zomerspelen 2024 – 200 meter rugslag mannen
De 200 meter rugslag mannen op de Olympische Zomerspelen 2024 vond plaats op 28 en 29 juli. Regerend olympisch kampioen was de Rus Jevgeni Rylov.

## Records
Voorafgaand aan het toernooi waren dit het wereldrecord en het olympisch record
| Wereldrecord     | Aaron Peirsol | 1.51,92 | Rome  | 31 juli 2009 |
| Olympisch record | Jevgeni Rylov | 1.53,27 | Tokio | 30 juli 2021 |

## Uitslagen
De zestien snelste zwemmers in de series kwalificeerden zich voor de halve finales, de snelste acht in de halve finales gingen door naar de finale.

### Series
| Rang | Serie | Baan | Naam                 | Land             | Tijd    | Bijz. |
| ---- | ----- | ---- | -------------------- | ---------------- | ------- | ----- |
| 1    | 3     | 5    | Roman Mityukov       | Zwitserland      | 1.56,62 | Q     |
| 2    | 4     | 2    | Lukas Märtens        | Duitsland        | 1.56,89 | Q     |
| 3    | 2     | 6    | Pieter Coetze        | Zuid-Afrika      | 1.56,92 | Q     |
| 4    | 4     | 4    | Hubert Kós           | Hongarije        | 1.57,01 | Q     |
| 5    | 3     | 4    | Ryan Murphy          | Verenigde Staten | 1.57,03 | Q     |
| 6    | 2     | 4    | Hugo González        | Spanje           | 1.57,08 | Q     |
| 7    | 2     | 7    | Apostolos Christou   | Griekenland      | 1.57,18 | Q     |
| 8    | 3     | 7    | Hidekazu Takehara    | Japan            | 1.57,23 | Q     |
| 9    | 4     | 3    | Apostolos Siskos     | Griekenland      | 1.57,26 | Q     |
| 10   | 3     | 2    | Lee Ju-ho            | Zuid-Korea       | 1.57,39 | Q     |
| 11   | 4     | 5    | Keaton Jones         | Verenigde Staten | 1.57,54 | Q     |
| 12   | 4     | 7    | Oliver Morgan        | Groot-Brittannië | 1.57,56 | Q     |
| 13   | 3     | 3    | Mewen Tomac          | Frankrijk        | 1.57,62 | Q     |
| 14   | 2     | 1    | Thomas Ceccon        | Italië           | 1.57,69 | Q     |
| 15   | 2     | 2    | Yohann Ndoye-Brouard | Frankrijk        | 1.57,92 | Q     |
| 16   | 4     | 6    | Ádám Telegdy         | Hongarije        | 1.57,98 | Q     |
| 17   | 3     | 1    | Ksawery Masiuk       | Polen            | 1.58,01 |       |
| 18   | 1     | 4    | Se-Bom Lee           | Australië        | 1.58,30 |       |
| 19   | 4     | 8    | Blake Tierney        | Canada           | 1.58,39 |       |
| 20   | 3     | 6    | Oleksandr Zheltyakov | Oekraïne         | 1.58,41 |       |
| 21   | 1     | 5    | Kane Follows         | Nieuw-Zeeland    | 1.58,63 |       |
| 22   | 1     | 3    | David Gerchik        | Israël           | 1.58,79 |       |
| 23   | 2     | 8    | Kai van Westering    | Nederland        | 1.58,99 |       |
| 24   | 3     | 8    | Matteo Restivo       | Italië           | 1.59,05 |       |
| 25   | 2     | 3    | Bradley Woodward     | Australië        | 2.00,50 |       |
| 26   | 1     | 6    | Yeziel Morales       | Puerto Rico      | 2.00,60 |       |
| 27   | 1     | 2    | Ziyad Saleem         | Soedan           | 2.01,44 |       |
| 28   | 1     | 7    | Denilson Cyprianos   | Zimbabwe         | 2.01,91 | NR    |
| –    | 2     | 5    | Xu Jiayu             | China            | DNS     |       |
| –    | 4     | 1    | Luke Greenbank       | Groot-Brittannië | DSQ     |       |

### Halve finales
| Rang | Serie | Baan | Naam                 | Land             | Tijd    | Bijz. |
| ---- | ----- | ---- | -------------------- | ---------------- | ------- | ----- |
| 1    | 1     | 5    | Hubert Kós           | Hongarije        | 1.55,96 | Q     |
| 2    | 2     | 4    | Roman Mityukov       | Zwitserland      | 1.56,05 | Q     |
| 3    | 2     | 5    | Pieter Coetze        | Zuid-Afrika      | 1.56,09 | Q     |
| 4    | 1     | 4    | Lukas Märtens        | Duitsland        | 1.56,33 | Q     |
| 4    | 2     | 6    | Apostolos Christou   | Griekenland      | 1.56,33 | Q     |
| 6    | 2     | 7    | Keaton Jones         | Verenigde Staten | 1.56,39 | Q     |
| 7    | 2     | 1    | Mewen Tomac          | Frankrijk        | 1.56,43 | Q     |
| 8    | 1     | 3    | Hugo González        | Spanje           | 1.56,52 | Q     |
| 9    | 1     | 1    | Thomas Ceccon        | Italië           | 1.56,59 |       |
| 10   | 2     | 3    | Ryan Murphy          | Verenigde Staten | 1.56,62 |       |
| 11   | 1     | 2    | Lee Ju-ho            | Zuid-Korea       | 1.56,76 |       |
| 12   | 1     | 7    | Oliver Morgan        | Groot-Brittannië | 1.57,28 |       |
| 13   | 1     | 8    | Ádám Telegdy         | Hongarije        | 1.57,58 |       |
| 14   | 2     | 2    | Apostolos Siskos     | Griekenland      | 1.57,77 |       |
| 15   | 1     | 6    | Hidekazu Takehara    | Japan            | 1.58,03 |       |
| 16   | 2     | 8    | Yohann Ndoye-Brouard | Frankrijk        | 1.58,65 |       |

### Finale
| Rang   | Naam | Land               | Tijd             | Baan    | Bijz. |
| ------ | ---- | ------------------ | ---------------- | ------- | ----- |
| Goud   | 4    | Hubert Kós         | Hongarije        | 1.54,26 |       |
| Zilver | 2    | Apostolos Christou | Griekenland      | 1.54,82 |       |
| Brons  | 5    | Roman Mityukov     | Zwitserland      | 1.54,85 |       |
| 4      | 1    | Mewen Tomac        | Frankrijk        | 1.55,38 |       |
| 5      | 7    | Keaton Jones       | Verenigde Staten | 1.55,39 |       |
| 6      | 8    | Hugo González      | Spanje           | 1.55,47 |       |
| 7      | 3    | Pieter Coetze      | Zuid-Afrika      | 1.55,60 | AR    |
| 8      | 6    | Lukas Märtens      | Duitsland        | 1.55,97 |       |